# Ceratozamia norstogii
Ceratozamia norstogii  (лат.) — вид голосеменных растений семейства Замиевые (Zamiaceae). Видовое название дано в честь американского ботаника Кнута Норстога (Knut Norstog, 1921—2003).
В природе развивает тонкий ствол около 50 см в длину и 10 см в поперечнике. Молодые листья густо покрыты коричневыми волосками. Зрелые листья 1-2 м в длину, тёмно-зелёные, гладкие, голые; черенок длиной 20-30 см, вооружённый острыми колючками; листовые фрагменты 100-160 на каждом листе, размером 20-50 см × 0,3-1 см, линейные, сидячие. Мужские шишки размером 20-25 × 5-8 см, как правило, одиночные, цилиндрические, тёмно-жёлто-коричневые; плодоножка длиной 2-5 см, пушистая. Женские шишки 20-40 × 9-12 см, обычно одиночные, цилиндрические, оливково-зелёные. Семена 2-3,5 × 1,2-1,5 см, овальные, гладкие, белые при созревании. Саркотеста белая, старея становится коричневой.
Эндемик Мексики (Чьяпас, Оахака). Растения встречаются в сезонно сухих сосново-дубовых лисах в Сьерра-Мадре-де-Чьяпас (Сьерра-де-Соконуско).
Выращивается, хотя и редко, как декоративное.
На популяцию вида сильно повлиял сбор растений с целью продажи в качестве декоративных растений. Растения встречаются в El Triunfo Biosphere Reserve и La Sepultura Biosphere Reserve.